# تيتوس (مسلسل)
تيتوس (بالإنجليزية: Titus)‏ مسلسل تلفزيوني أمريكي يعتمد على كوميديا الموقف عرض على شبكة فوكس التلفزيونية من 20 مارس 2000 إلى 12 أغسطس 2002 حيث تم تصوير 3 أجزاء بواقع 54 حلقة .

## القصة
تدور أحداث المسلسل حول الشاب كرستوفر تيتوس الذي لا يعجبه أي فرد من العائلة وبعد أن يتزوج من حبيبته إرين فيتزباتريك فإنه يفاجأ من غرابة أطواره عائلتها أيضا فيقرر الانتحار .

## الشخصيات
| الممثل(ة)      | الشخصية               | عدد الحلقات |
| كرستوفر تيتوس  | كرستوفر تيتوس         | 54          |
| سينثيا واتروس  | إرين فيتزباتريك       | 54          |
| زاك وارد       | ديف سكوفيل            | 54          |
| ديفيد شاترو    | تومي شافتر            | 54          |
| ستاسي كيتش     | كين تيتوس             | 54          |
| ديلان كابانيلي | تيتوس في عمر 5 سنوات  | 32          |
| فينيكس فورسيث  | تيتوس في عمر 10 سنوات | 24          |
| أدام هيكس      | ديف في عمر 5 سنوات    | 18          |
| ريتشل روث      | إيمي فيتزباتريك       | 10          |
| إيفان إلينغسون | تيتوس في عمر 10 سنوات | 10          |
| -------------- | --------------------- | ----------- |

## جوائز المسلسل
| السنة | المهرجان                                           | الجائزة                                  | الحاصل عليها           |
| 2003  | مهرجان نقابة مصممي الديكورات                       | أفضل مصمم أزياء                          | ميلينا روت             |
| 1999  | مهرجان النجم الصغير                                | أفضل ممثلة شابة في مسلسل تلفزيوني كوميدي | ميلا كينيس             |
| 2000  | مهرجان النجم الصغير                                | أفضل ممثلة شابة في مسلسل تلفزيوني كوميدي | ميلا كينيس             |
| 2000  | مهرجان نقابة فناني الماكياج ومصففي الشعر الأمريكية | أفضل تصفيف شعر في مسلسل تلفزيوني         | غابرييلا بولينو        |
| 2001  | مهرجان نقابة فناني الماكياج ومصففي الشعر الأمريكية | أفضل تصفيف شعر في مسلسل تلفزيوني         | غابرييلا بولينو        |
| 2002  | مهرجان تصميم الرقصات الأمريكي                      | أفضل مصمم رقصات في مسلسل تلفزيوني        | مارغريت بوميرهن ديريكس |
| 2003  | مهرجان خيارات المراهقين                            | أفضل ممثل تلفزيوني كوميدي                | أشتون كاتشر            |
| 2003  | مهرجان خيارات المراهقين                            | أفضل ممثل مساند تلفزيوني                 | ويلمر فالديراما        |
| 2004  | مهرجان خيارات المراهقين                            | أفضل ممثل تلفزيوني كوميدي                | أشتون كاتشر            |
| 2005  | مهرجان خيارات المراهقين                            | أفضل ممثل مساند تلفزيوني                 | ويلمر فالديراما        |
| 2005  | مهرجان خيارات المراهقين                            | أفضل ممثل تلفزيوني كوميدي                | أشتون كاتشر            |
| ----- | -------------------------------------------------- | ---------------------------------------- | ---------------------- |

## روابط خارجية
- تيتوس على موقع IMDb (الإنجليزية)
- تيتوس على موقع ميتاكريتيك (الإنجليزية)
- تيتوس على موقع روتن توميتوز (الإنجليزية)
- تيتوس على موقع كينوبويسك (الروسية)
- تيتوس على موقع ألو سيني (الفرنسية)
- تيتوس على موقع قاعدة بيانات الفيلم (الإنجليزية)